# Альпийские галки
Альпийские галки (лат. Pyrrhocorax) — род птиц семейства врановых.
Представители данного рода имеют чёрное оперение. Обитают в горах южной Евразии и Северной Африки. Строят мягкое гнездо из палочек; откладывают от 3 до 5 яиц.
В состав рода включают два вида:
- Pyrrhocorax graculus — Альпийская галка
- Pyrrhocorax pyrrhocorax — Клушица